# Andreas W. Schmidt

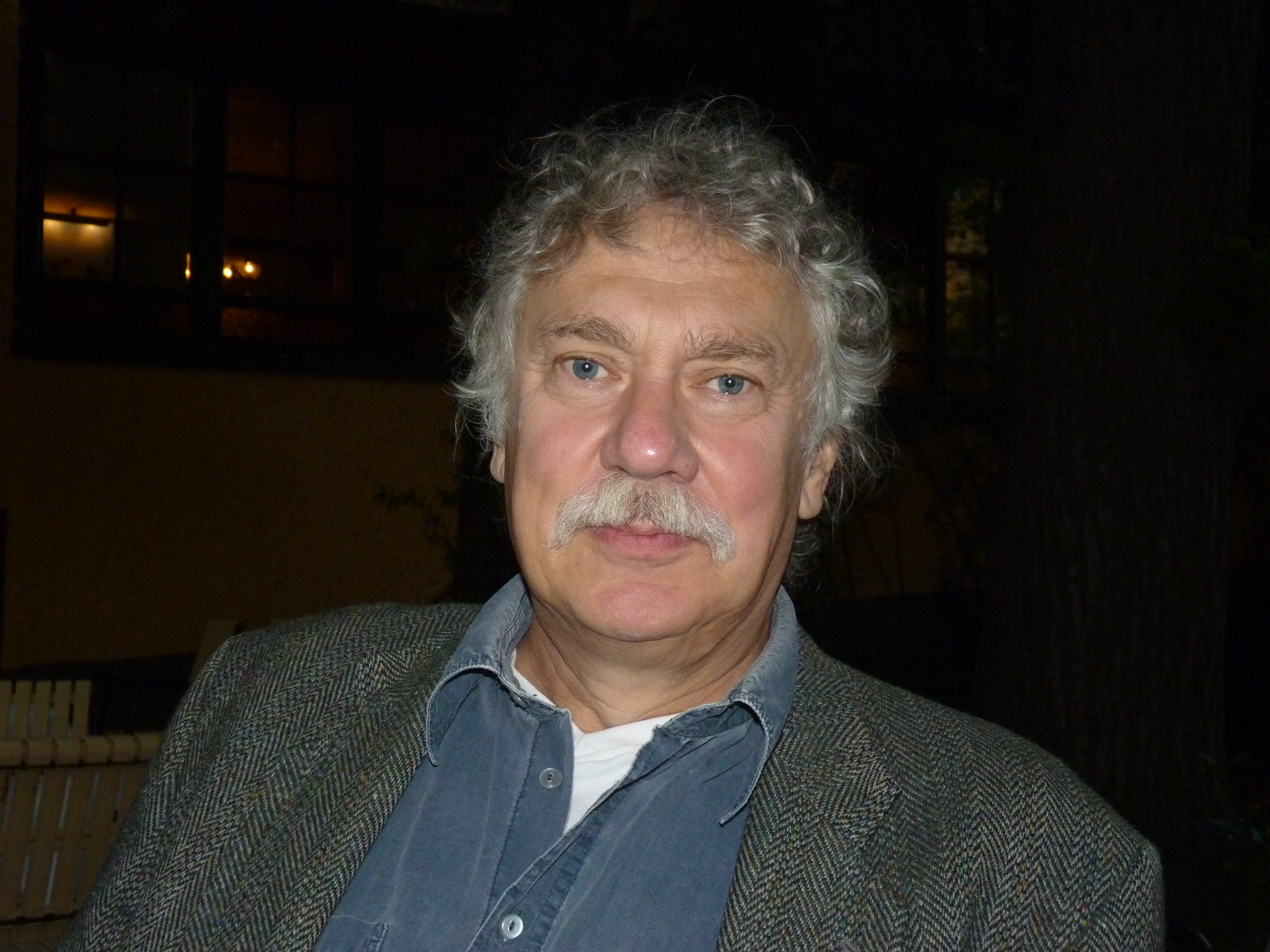
Andreas W. Schmidt im Mai 2011

Andreas W. Schmidt (* 1950) ist ein deutscher Dialogbuchautor und -regisseur sowie Synchron- und Off-Sprecher. Zudem verfasste er als Bühnenautor Theaterstücke für Kinder.

## Biografie
Andreas W. Schmidt wuchs in Frankfurt am Main auf. Sein Vater war Sprecherzieher und während der 1930er Jahre als Hörfunksprecher beim Hessischen Rundfunk beschäftigt. Schmidt legte 1968 sein Abitur ab und studierte an der Hochschule für Fernsehen und Film München. Nach seinem Abschluss 1972 war er zunächst Regieassistent von Peter Beauvais beim hr-Fernsehen, später von Rolf Stahl und Gerd Heinz am Staatstheater Darmstadt. Dort war er zudem als Inspizient tätig. Weitere Stationen bildeten Theaterbühnen in Oberhausen, Pforzheim, Bruchsal und Mannheim.
In den 1980er Jahren verfasste Schmidt Theaterstücke für Kinder, darunter Jonas in der Wüste, das unter der Regie von Gerhard Olschewski am Theater für Kinder in Hamburg aufgeführt wurde (1980), eine Bühnenadaption des Märchens Das kalte Herz nach Wilhelm Hauff für die Städtischen Bühnen Freiburg (1985) und Die Spielmaschine, das erstmals 1988 unter der Regie von Hans Escher am Theater der Jugend in Wien inszeniert wurde. Als Gastschauspieler trat er im Rahmen des Theaterfestivals Barock am Main in Komödien von Molière auf, die von Wolfgang Deichsel in hessischen Dialekt übertragen worden waren. So stellte er unter anderem Oronte in Der Menschenfeind und Bernd in Der eingebildete Kranke dar.
Von 1986 bis 1987 war Schmidt als Synchronredakteur bei der ARD Degeto beschäftigt. Ab 1988 fungierte er als Autor und Regisseur im Studio Hamburg Synchron. Dort übernahm er unter anderem Buch und Regie für die Synchronisation der ersten zwei Staffeln von Baywatch – Die Rettungsschwimmer von Malibu (1990–1992), für Wings – Die Überflieger (1994) oder die 88-teilige Sitcom V.I.P. – Die Bodyguards (1999–2003). Mit Beginn der 2000er Jahre stellte sich Schmidt auch Berliner Synchronfirmen zur Verfügung. So zeichnet er seit 2005 für alle deutschen Dialogbücher der bei Cinephon bearbeiteten Sitcom Two and a Half Men und der Kriminalserie The Mentalist verantwortlich (seit 2009). Als Sprecher lieh er seine Stimme unter anderem Thomas Haden Church als Flugzeugmechaniker Lowell Mather in Wings – Die Überflieger (1994) und Joseph Long als Wirt Luigi in Ashes to Ashes – Zurück in die 80er (2009). 
2003 lief seine 30 Folgen umfassende Radiocomedy Hier spricht dein Computer auf hr3. 2010 war er zudem als Erzähler in der Hörspieladaption der Reihe Bücher des Blutes von Clive Barker zu hören.
Andreas W. Schmidt ist Mitglied im Verlag der Autoren. Er ist verheiratet, Vater zweier Kinder und lebt in einem ruhigen Ort  im Landkreis Südwestpfalz, unterhält jedoch auch einen Zweitwohnsitz in Berlin. Seine Schwester Hildburg Schmidt (* 1943) ist ebenfalls Schauspielerin.

## Synchronrollen (Auswahl)
- 1983: Für Richard Davalos in Ein Colt für alle Fälle als FX Man Lachman (Fernsehserie, 2. Synchro für DVD in 2007)
- 1990–1995: Für Thomas Haden Church in Wings – Die Überflieger als Lowell Mather (Fernsehserie)
- 2008–2010: Für Joseph Long in Ashes to Ashes – Zurück in die 80er als Luigi (Fernsehserie)
- 2009, 2011–2012: Für Michael Dempsey in Desperate Housewives als Detective Murphy (Fernsehserie)
- 2014: Für Zach Grenier in Die Verschwörung – Tödliche Geschäfte als Dido Parsons

## Auszeichnungen
- 2010: Die Silhouette in der Kategorie „Bestes Dialogbuch / Serie“ für Two and a Half Men